# (21891) Andreabocelli
(21891) Andreabocelli est un astéroïde de la ceinture principale.

## Description
(21891) Andreabocelli est un astéroïde de la ceinture principale. Il fut découvert le 1er novembre 1999 à Monte Agliale par Sauro Donati. Il présente une orbite caractérisée par un demi-grand axe de 2,40 UA, une excentricité de 0,08 et une inclinaison de 7,0° par rapport à l'écliptique.
Il fut nommé en l'honneur d'Andrea Bocelli.

## Compléments